# Agrilinus bardus
Agrilinus bardus är en skalbaggsart som beskrevs av Vladimir Balthasar 1946. Agrilinus bardus ingår i släktet Agrilinus och familjen Aphodiidae. Inga underarter finns listade i Catalogue of Life.